# Conchas (kommun)
Conchas är en kommun i Brasilien.   Den ligger i delstaten São Paulo, i den sydöstra delen av landet, 800 km söder om huvudstaden Brasília. Antalet invånare är 16 302.
Följande samhällen finns i Conchas:
- Conchas

Omgivningarna runt Conchas är huvudsakligen savann. Runt Conchas är det ganska glesbefolkat, med 48 invånare per kvadratkilometer.